# 238번가역
238번가(영어: 238th Street)역은 뉴욕 지하철 IRT 브로드웨이-7번로선의 역이다. 브롱크스의 킹스브리지 하이츠 인근 238번가와 브로드웨이의 교차로에 위치하고 있으며, 전시간 1 열차가 운행한다.

## 역사
1908년 8월 1일 IRT 브로드웨이-7번로선의 완공과 함께 밴코틀랜드 파크-242번가역의 다음 정거장으로 개통되었다.
1909년, 과밀 현상을 해결하기 위해, 뉴욕 공공 서비스 위원회는 원래 IRT 지하철의 역들에 승강장 확장을 제안했다.:168 1910년 1월 18일, 10량 급행 열차와 6량 완행 열차를 수용하기 위해 역 승강장을 확장하는 계약 1과 2가 수정되었다. 승강장 확장에 150만 달러(2022 기준 41.7 달러)가 투입된 데 더해 추가 출구 건설에 50만 달러(2022년 기준 $13,887,500에 해당)가 투입됐다. 이러한 개선으로 용량이 25% 증가할 것으로 예상되었다.:15 238번가 역의 북행 승강장은 남쪽으로 200 피트 (61 m) 정도 확장되었고,:114 남행 승강장은 확장되지 않았다.:106 1911년 1월 24일, 10량 급행열차가 웨스트 사이드 선에서 운행되기 시작했다.:168
1946년부터 1948년 사이에 103번가-238번가간 IRT 브로드웨이-7번로선의 승강장이 514 피트 (157 m)까지 연장되어 10량짜리 급행열차가 정차할 수 있게 되었다. 이전에 이 역은 6량짜리 완행 열차가 정차할 수 있었고 10량짜리 열차는 정차되어도 일부 출입문을 열 수 없었다. 1946년 6월, 라오 전기설비회사(Rao Electrical Equipment Company)와 카플란 전기회사(Kaplan Electric Company)에 238번가와 다른 5개 역의 승강장 확장 계약이 수여되었다. 이들 역의 승강장 증축은 단계적으로 이루어졌다. 1948년 7월 9일, 207번가와 238번가 사이의 역에 423,000 달러의 비용으로 승강장이 증축되었다. 동시에, IRT 노선에는 "R형" 지하철 차량의 도입과 함께 차량번호가 지정되었으며, 첫 차량인 R12가 1948년에 운행되었다. 브로드웨이/웨스트사이드의 242번가행 노선은 1번 계통으로 알려지게 되었다.
2018년 9월 4일과 2019년 1월 2일 사이에 맨해튼행 열차는 계단 교체로 인해 이 역에 정차하지 않았다. 이에 대비하여, 북행 승강장의 운임 구역은 출입을 모두 수용할 수 있도록 전환되었다.

## 역 구조
| P 승강장 | 상대식 승강장 | 상대식 승강장                  |
| P 승강장 | 북행 완행     | ← 242번가 (시·종착역)          |
| P 승강장 | 혼잡구간 급행 | → 정규 운행 없음               |
| P 승강장 | 남행 완행     | → 사우스 페리 방면 (231번가) → |
| P 승강장 | 상대식 승강장 |                                |
| G        | 거리층        | 출구                           |

이 고가역은 2면 3선의 상대식 승장장으로 이루어졌으며, 가운데 1개 선로는 영업 운행에 사용되지 않는다. 각 승강장에는 베이지색 윈드스크린과 붉은색 캐노피, 중앙에는 녹색 지붕이 있고 양쪽에는 검은색의 허리 높이 펜스가 있다.
이 역의 북쪽은 240번가 차량사업소(240th Street Yard)로, 1 열차에 배정된 차량을 검사하고 정비한다. 이 차량기지는 IRT 브로드웨이-7번로선의 선로로 가는 인도교와 횡단로가 있어 이 역이 터미널 역할을 할 수 있다. 오전과 오후의 혼잡 시간대에는 인근 240번가 차량사업소에서 직접 투입돼 1 열차가 이 역에서 운행을 시작하고, 오전과 오후의 혼잡 시간대 1 열차 일부는 이 역이나 215번가역에서 운행을 종료하고 북행 1 열차의 다음역이자 종착역인 반코틀랜드 공원–242번가 역의 혼잡을 방지하기 위해 240번가 차량사업소에서는 하차 및 정차한다.

### 출구

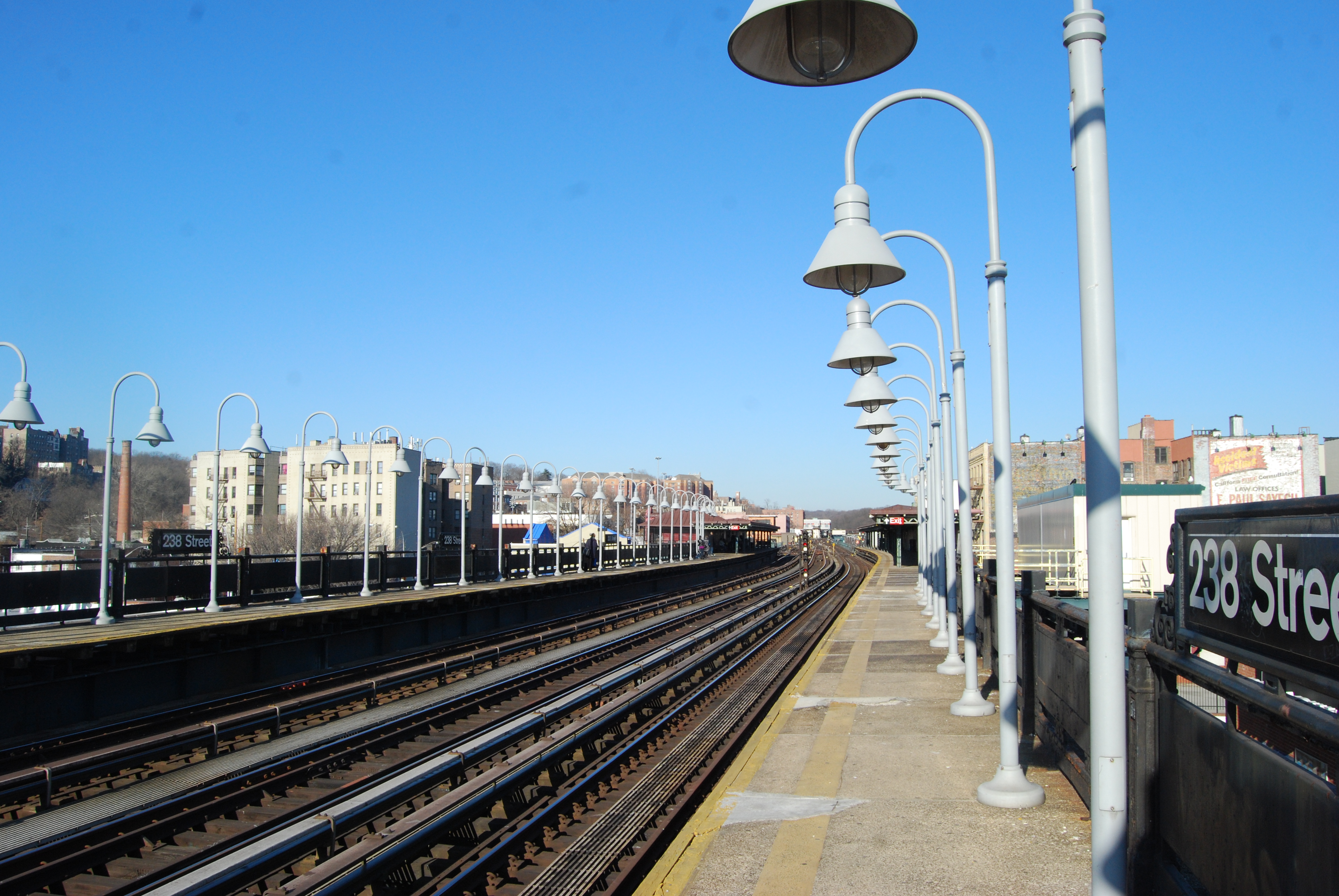
승강장

북행 승강장은 원래 242번가가 북쪽으로 짧은 도보 거리에 있으며, 승강장층에 개집표기 2개가 있어 각각 238번가와 브로드웨이의 동쪽 구석으로 내려가는 계단으로 통한다. 맨해튼행 승강장에는 인접한 고가역사에 개찰구 뱅크, 토큰 부스, 238번가와 브로드웨이의 남서쪽 모퉁이로 내려가는 한 개의 거리 계단으로 통한다.